# OAuth-szolgáltatók listája
Ez az oldal a jelentős OAuth-szolgáltatók listája.
| Szolgáltató              | OAuth-protokoll     | OpenID-kapcsolat |
| ------------------------ | ------------------- | ---------------- |
| Amazon                   | 2.0                 |                  |
| AOL                      | 2.0                 |                  |
| Autodesk                 | 1.0,2.0             |                  |
| Apple                    | 2.0                 | Igen             |
| Basecamp                 | 2.0                 | Nem              |
| Battle.net               | 2.0                 |                  |
| Bitbucket                | 1.0a 2.0            | Nem              |
| bitly                    | 2.0                 |                  |
| Box                      | 2.0                 |                  |
| ClearScore               | 2.0                 |                  |
| Cloud Foundry            | 2.0                 |                  |
| Dailymotion              | 2.0 draft 11        |                  |
| Deutsche Telekom         | 2.0                 |                  |
| deviantART               | 2.0 drafts 10 és 15 |                  |
| Discogs                  | 1.0a                |                  |
| Discord                  | 2.0                 | Nem              |
| Dropbox                  | 1.0, 2.0            |                  |
| Etsy                     | 1.0                 |                  |
| Evernote                 | 1.0a                |                  |
| Facebook                 | 2.0 draft 12        | Igen             |
| FatSecret                | 1.0, 2.0            |                  |
| Fitbit                   | 2.0                 |                  |
| Flickr                   | 1.0a                |                  |
| Formstack                | 2.0                 |                  |
| Foursquare               | 2.0                 |                  |
| GitHub                   | 2.0                 | Nem              |
| GitLab                   | 2.0                 | Igen             |
| Goodreads                | 1.0                 |                  |
| Google                   | 2.0                 | Igen             |
| Google App Engine        | 1.0a, 2.0           | Igen             |
| Groundspeak              | 1.0                 |                  |
| Huddle                   | 2.0                 |                  |
| Imgur                    | 2.0                 |                  |
| Instagram                | 2.0                 | Nem              |
| Intel Cloud Services     | 2.0                 |                  |
| Jive Software            | 1.0a, 2.0           |                  |
| Kakao                    | 2.0                 | Igen             |
| Keycloak                 | 2.0                 | Igen             |
| LinkedIn                 | 2.0                 | Igen             |
| Microsoft szolgáltatások | 2.0                 | Igen             |
| Mixi                     | 1.0                 |                  |
| Myspace                  | 1.0a                |                  |
| Netflix                  | 1.0a                |                  |
| NetIQ                    | 1.0a, 2.0           | Igen             |
| Okta                     | 1.0a, 2.0           | Igen             |
| OpenAM                   | 2.0                 |                  |
| OpenStreetMap            | 1.0a, 2.0           |                  |
| OpenTable                | 1.0a                |                  |
| ORCID                    | 2.0                 |                  |
| PayPal                   | 2.0                 | Igen             |
| Ping Identity            | 2.0                 |                  |
| Pixiv                    | 2.0                 |                  |
| Plurk                    | 1.0a                |                  |
| Reddit                   | 2.0                 |                  |
| Salesforce.com           | 1.0a, 2.0           | Igen             |
| Sina Weibo               | 2.0                 |                  |
| Spotify                  | 2.0                 | Nem              |
| Stack Exchange           | 2.0                 | Nem              |
| StatusNet                | 1.0a                |                  |
| Strava                   | 2.0                 |                  |
| Stripe                   | 2.0                 |                  |
| Trello                   | 1.0                 |                  |
| Tumblr                   | 1.0a                |                  |
| Twitch                   | 2.0                 | Igen             |
| Twitter                  | 1.0a, 2.0           | Nem              |
| Ubuntu One               | 1.0                 | Nem              |
| Viadeo                   | 2.0                 |                  |
| Vimeo                    | 2.0                 | Nem              |
| VK                       | 2.0                 | Nem              |
| WeChat                   | 2.0                 | Nem              |
| Withings                 | 2.0                 |                  |
| WooCommerce              | 1.0a                |                  |
| WordPress.com            | 1.0a, 2.0           |                  |
| WSO2 Identity Server     | 1.0a, 2.0           | Igen             |
| Xero                     | 1.0a, 2.0           | Igen             |
| XING                     | 2.0                 |                  |
| Yahoo!                   | 1.0a, 2.0           |                  |
| Yammer                   | 2.0                 |                  |
| Yandex                   | 2.0                 | Nem              |
| Yelp                     | 2.0                 |                  |
| Zendesk                  | 2.0                 |                  |

## Fordítás
Ez a szócikk részben vagy egészben  a   List of OAuth providers című angol Wikipédia-szócikk ezen változatának fordításán alapul.  Az eredeti cikk szerkesztőit annak laptörténete sorolja fel. Ez a jelzés csupán a megfogalmazás eredetét és a szerzői jogokat jelzi, nem szolgál a cikkben szereplő információk forrásmegjelöléseként.